# Francesco Moraglia
Francesco Moraglia (Genova, 1953. május 25. –) olasz katolikus pap, La Spezia-Sarzana-Brugnatói püspök, velencei pátriárka.

## Szolgálata
Genovában született. A Genova Szemináriumra járt 1977. augusztus 29-én Giuseppe Siri bíboros pappá szentelte. Azután a Pápai Urbaniana Egyetemen folytatva a tanulmányait, doktorátust szerzett dogmatikus teológiából 1981-ben. 1977-től 1978-ig tanított az érseki nagyszemináriumban. 1979-től 1988-ig káplán volt Genova központjában, és 1986-ig a dogmatikus teológia professzora az Észak-Olasz Teológia tanszékén. 1986-tól professzor, később pedig dékán volt a Vallási Tanulmányok Liguriai Intézetében. 1996-ban kinevezték az Egyházmegyei Kulturális Hivatal igazgatójává. 2001-ben a Genovai egyházmegyés papok tanácsának tagjává vált. 2003-tól a Klérus Kongregáció tanácsadója, 2004-ben a székesegyházi káptalan kanonokjává nevezik ki.
2007. december 6-án kapta meg püspöki kinevezését a La Spezia-Sarzana-Brugnatói egyházmegye élére, felszentelésére 2008. február 3-án került sor. 2012. január 31-én velencei pátriárkának nevezték ki, március 25-én pedig beiktatták. Bíborosi kinevezésére azonban nem került sor, ami ritkaságnak számít a velencei pátriárkák esetében. Hasonlóra legutóbb közel 200 évvel korábban, Pyrker János László O.Cist. esetében volt példa. Pátriárkai méltóságából adódóan azonban így is viselheti a bíbor öltözetet.
Munkái
- Con l'olio della gioia: Meditazioni ai sacerdoti. Venezia, Marcianum Press, 2022